# NGC 4067
NGC 4067 ist eine Balken-Spiralgalaxie mit aktivem Galaxienkern vom Hubble-Typ SBb im Sternbild Jungfrau auf der Ekliptik. Sie ist schätzungsweise 105 Millionen Lichtjahre von der Milchstraße entfernt und hat einen Durchmesser von etwa 40.000 Lichtjahren.
Im selben Himmelsareal befinden sich u. a. die Galaxien  NGC 4078, NGC 4082, IC 2990, IC 2991.
Das Objekt wurde am 15. März 1784 von dem Astronomen Wilhelm Herschel mithilfe eines 18,7 Zoll-Spiegelteleskops entdeckt.